# Nenahnezad, New Mexico
Nenahnezad, New Mexico (енгл. Nenahnezad) насељено је место без административног статуса у америчкој савезној држави Њу Мексико.

## Демографија
По попису из 2010. године број становника је 688, што је 38 (-5,2%) становника мање него 2000. године.
| Група             | 2000.     | 2010.     |
| Белци             | 2 (0,3%)  | 13 (1,9%) |
| Афроамериканци    | 0 (0,0%)  | 1 (0,1%)  |
| Азијати           | 1 (0,1%)  | 1 (0,1%)  |
| Хиспаноамериканци | 14 (1,9%) | 29 (4,2%) |
| Укупно            | 726       | 688       |